# Zattoo
Zattoo és un sistema propietari de televisió peer-to-peer per Internet ("P2PTV") que actualment s'enfoca en canals de televisió europeus, contingut amb llicència, i DRM. Els desenvolupadors d'aquest projecte són programadors i investigadors basats a Ann Arbor (Michigan, EUA), amb oficines corporatives a San Francisco i Zúric. Des del desembre de 2006, el producte és públic en versió beta. El reproductor es basa en H.264, i és compatible amb Mac OS X, Linux, Windows 2000, Windows XP i Windows Vista. Necessita un mínim de 500 kbit/s d'amplada de banda de baixada al costat del client.

## Història
Zattoo es va provar per primera vegada amb canals free-to-air de Suïssa coincidint amb la Copa del Món de la FIFA 2006. Començà amb 4 canals suïssos (SF 1, SF 2, TSR 1 and TSI 1), actualment ofereix 48 canals de televisió free-to-air o free-to-view en aquell país. Segons la plana web del producte, s'afegiran altres canals en el futur.
El 20 d'abril de 2007, Zattoo es llençà a Dinamarca amb 10 canals i va començar proves pilot al Regne Unit.
El 4 d'octubre de 2007, Zattoo havia arribat a 1 milió d'utilitzadors registrats a Europa.
Zattoo va passar a ser de pagament a Espanya el 4 d'agost de 2008 i el desembre de 2012 va tornar a ser gratuït de nou.

## Disponibilitat
El servei és restringit actualment a Suïssa, Dinamarca, Espanya, Alemanya, Noruega, Regne Unit, Bèlgica i França, però s'espera que s'expandeixi a altres països europeus) i en el futur al Canadà i els EUA. Zattoo és dissenyat perquè només permeti a audiències específiques l'accés als canals, gràcies a la geolocalització de l'adreça IP que s'assigna a l'ordinador de l'utilitzador. Aquesta restricció prevé, en teoria, que els usuaris britànics puguin veure cadenes franceses, per exemple.

## Llista de canals accessibles des dels Països Catalans
- ABC News Now
- AutoMoto TV
- Bloomberg
- Deutsche Welle
- The Poker Channel
- SF Info

### Països Catalans (excepte Catalunya del Nord)
- Antena 3
- Aprende Inglés TV
- Aragón Televisión
- Canal Parlamento
- Cuatro
- ETB Sat
- Extremadura TV
- France 24
- Galicia TV
- Intereconomía TV
- La Sexta
- Libertad Digital TV
- Popular TV
- Telecinco
- Tribunal TV
- TVCi
- TVE1
- TVE2
- TVP Polonia
- TVVi
- Veo

### Catalunya del Nord
- Al Jazeera English
- Arte
- Direct 8
- EuroNews
- France 2
- France 3
- France 4
- France 5
- Gulli
- La Chaîne parlementaire
- sumo.tv
- TV5 Monde
- TV8 Mont-Blanc
- Virgin17